# Pidhorodnie
Pidhorodnie (ukr. Підгороднє) – miasto na Ukrainie, w obwodzie dniepropetrowskim.
Stacja kolejowa.

## Historia
Miasto od 1981.
18 czerwca 2025 roku zmieniono nazwę miasta z Pidhorodne (ukr. Підгородне) na Pidhorodnie